# Heimatkundliches Museum Friedeburg

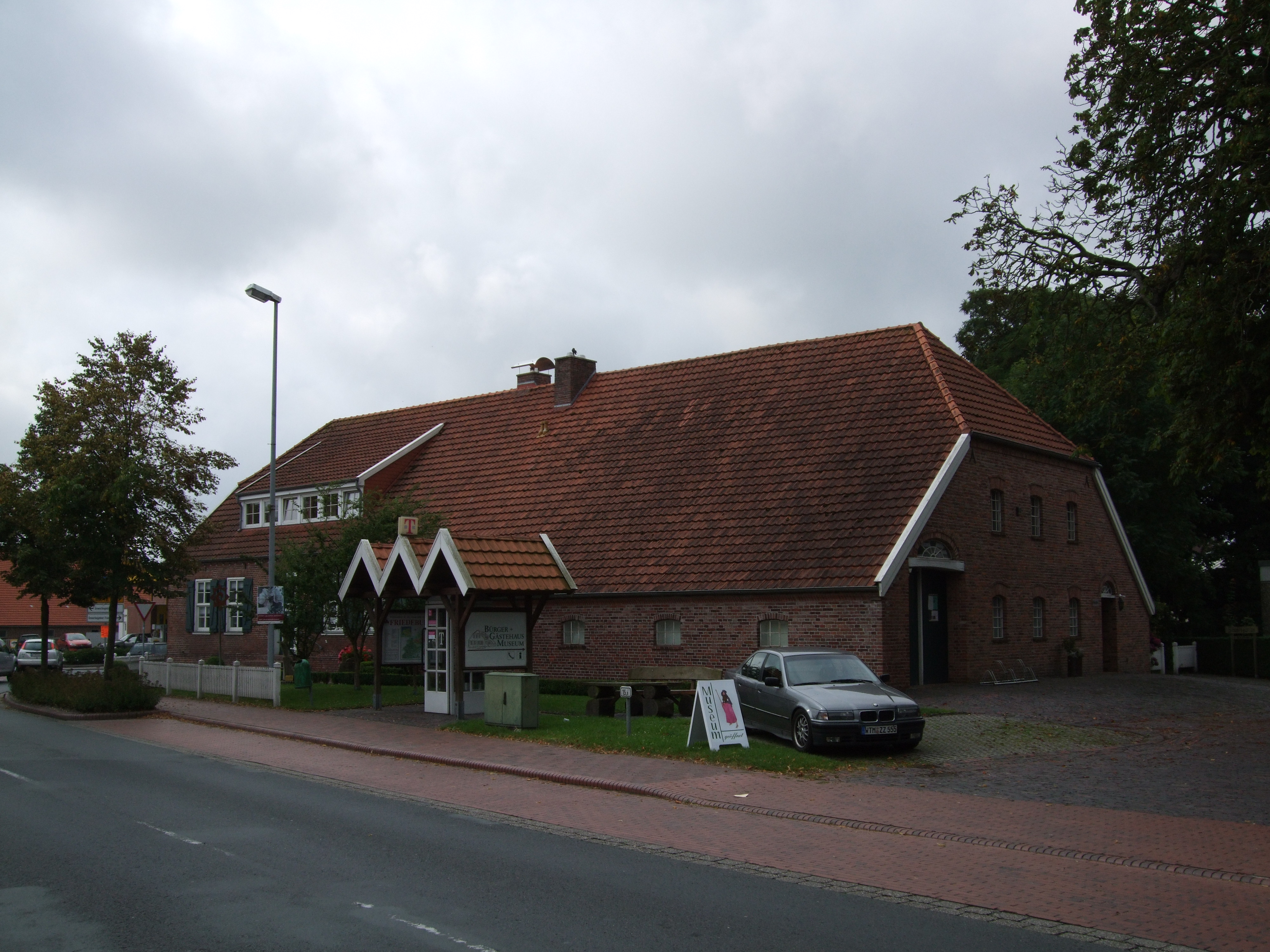
Bürgerhaus und Heimatkundliches Museum Friedeburg

Das Heimatkundliche Museum Friedeburg ist ein Museum mit dem Schwerpunkt Heimatkunde in Friedeburg im Landkreis Wittmund. 
Der Heimat- und Verkehrsverein Friedeburg wurde am 30. Januar 1963 gegründet. Seit 1983 dokumentieren die Mitglieder die Geschichte der Burg Friedeburg, der Klöster Reepsholt und Hopels und des Friesischen Heerweges von der Neuzeit bis zur Gegenwart. Weitere Themen sind die Geschichte des Orts und die frühgeschichtlichen Funde der Umgebung. Dem Museum angeschlossen ist ein Bauerngarten. Untergebracht ist das Museum im Wirtschaftsteil eines alten Gulfhauses, das der Gemeinde als Bürger- und Gästehaus sowie als Touristeninformation dient.

## Gebäude
Das Gulfhaus in Backsteinbauweise steht unter einem Krüppelwalmdach. Das Gebäude ist mit Traufgesims aus Formziegeln gegliedert. Der quererschlossene Wohnteil mit Schiebefenstern wurde in der ersten Hälfte des 19. Jahrhunderts.